# Montalieu-Vercieu
Montalieu-Vercieu is een gemeente in het Franse departement Isère (regio Auvergne-Rhône-Alpes). De plaats maakt deel uit van het arrondissement La Tour-du-Pin. Montalieu-Vercieu telde op 1 januari 2022 3.508 inwoners.

## Geografie
De oppervlakte van Montalieu-Vercieu bedroeg op 1 januari 2022 8,66 vierkante kilometer; de bevolkingsdichtheid was toen 405,1 inwoners per km².

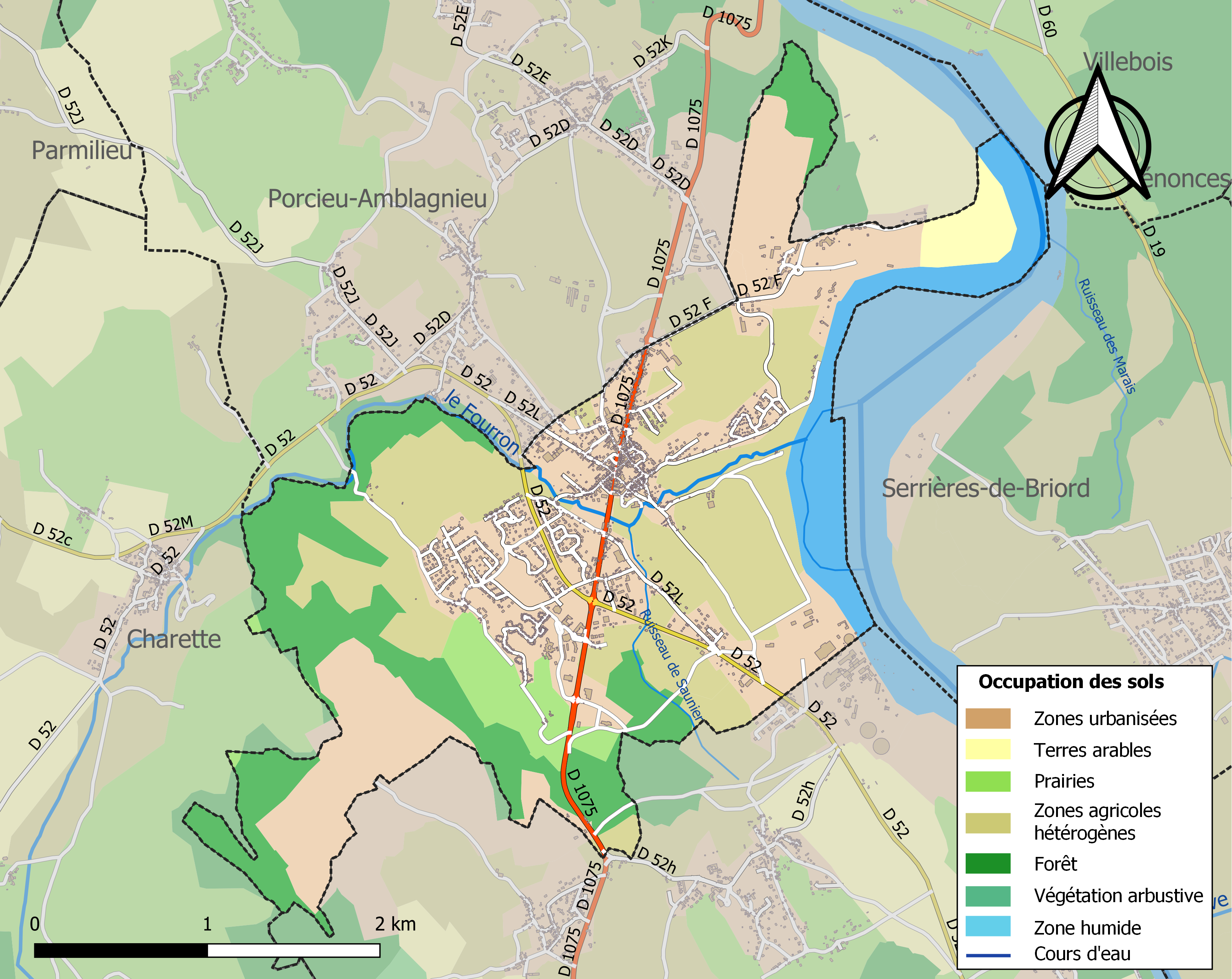
Kaart van de gemeente met de belangrijkste infrastructuur, bodemgebruik en omliggende gemeenten

## Demografie
Onderstaande figuur toont het verloop van het inwonertal (bron: INSEE-tellingen).